# Carré thermodynamique de Born
 (novembre 2012).
Si vous disposez d'ouvrages ou d'articles de référence ou si vous connaissez des sites web de qualité traitant du thème abordé ici, merci de compléter l'article en donnant les références utiles à sa vérifiabilité et en les liant à la section « Notes et références ».

Le carré thermodynamique est un moyen mnémotechnique pour retenir les relations entre les différents potentiels thermodynamiques.

En thermodynamique, le carré thermodynamique de Born est un moyen mnémotechnique permettant de retrouver les relations de Maxwell. 
Les côtés du carré comportent les potentiels thermodynamiques et les coins opposent les variables conjuguées. Les variables situées sur le côté gauche du carré sont affectées d'un signe négatif. Les Anglais utilisent des phrases pour retenir l'ordre des lettres, telle « Good Physicists Have Studied Under Very Fine Teachers » (en français : « Les bons physiciens ont eu de très bons professeurs »). De manière similaire, la phrase « Seule Une Vraie Fonction Thermodynamique Génère Parfaite Harmonie » est parfois utilisée dans la littérature scientifique francophone.
Cette méthode a été développée par Max Born sous une forme un peu différente. Il existe des variantes qui généralisent ce procédé,.

## Usage

### Différentielle
On souhaite par exemple retrouver l'identité thermodynamique fondamentale, la différentielle {\displaystyle \mathrm {d} U} sans calcul :
1. On se place dans la case contenant la fonction thermodynamique d'intérêt, soit {\displaystyle U}.
2. Les coefficients du résultat sont aux coins opposés. Dans l'exemple : {\displaystyle -p} et {\displaystyle T}.
3. Les variables naturelles du potentiel sont situées dans le coin opposé au coefficient : {\displaystyle \mathrm {d} S} et {\displaystyle \mathrm {d} V}.
4. On obtient : {\displaystyle \mathrm {d} U=-p\,\mathrm {d} V+T\,\mathrm {d} S}.

### Relations de Maxwell
Les relations de Maxwell se retrouvent aisément:
1. Appliquer une forme en {\displaystyle \sqcup } sur le carré.
2. La pointe supérieure gauche de {\displaystyle \sqcup } désigne la fonction à dériver.
3. Le coin inférieur gauche de {\displaystyle \sqcup } désigne la variable selon laquelle on dérive.
4. On trouve la quantité gardée constante dans le coin inférieur droit de {\displaystyle \sqcup }.
5. Pour l'autre côté de l'égalité il suffit d'appliquer la méthode en miroir, c'est-à-dire fonction en haut à droite, variable en bas à droite et constante en bas à gauche.

Par exemple, avec {\displaystyle \sqcup }, on trouve {\displaystyle \left({\frac {\partial S}{\partial p}}\right)_{T}=-\left({\frac {\partial V}{\partial T}}\right)_{p}}. 
Avec {\displaystyle \sqsubset }, on trouve {\displaystyle \left({\frac {\partial V}{\partial S}}\right)_{p}=\left({\frac {\partial T}{\partial p}}\right)_{S}}.

## Liens externes

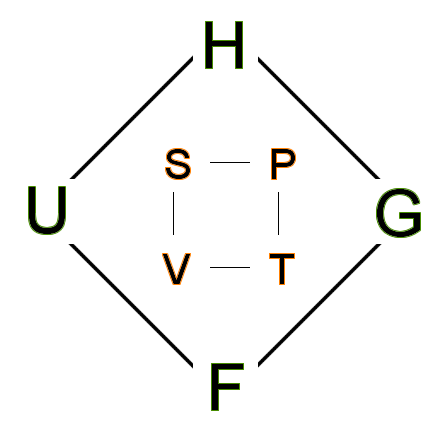
La variante du carré thermodynamique de Max Born proposée par Ji-Cheng Zhao.

## Notations utilisées dans cet article
- {\displaystyle V} le volume
- {\displaystyle p} la pression
- {\displaystyle T} la température
- {\displaystyle U} l'énergie interne
- {\displaystyle H} l'enthalpie
- {\displaystyle F} l'énergie libre
- {\displaystyle G} l'enthalpie libre
- {\displaystyle S} l'entropie